# Halichoeres insularis
 Halichoeres insularis és una espècie de peix de la família dels làbrids i de l'ordre dels perciformes.

## Morfologia
Els adults poden assolir els 7 cm de longitud total.

## Distribució geogràfica
Es troba a les Illes Revillagigedo.